# Guilherme Giovannoni
Guilherme Giovannoni (Piracicaba, 2 giugno 1980) è un ex cestista brasiliano con cittadinanza italiana.

## Carriera

### Club

Giovannoni nel 2002 ai Crabs Rimini

La sua carriera cominciò in Brasile nel corso della stagione 1997-1998, quando debuttò con nella prima squadra del Pinheiros.
Nel gennaio 2000 iniziò la sua prima parentesi all'estero con la chiamata da parte degli spagnoli del Fuenlabrada, che lo ingaggiarono al posto di Nuno Marçal. Qui disputò un campionato e mezzo in Liga ACB, in cui segnò rispettivamente 2,9 e 3,5 punti di media a partita fra regular season e play-off. Nell'agosto 2001 firmò un accordo triennale con il Gijón, altra formazione militante nella massima serie spagnola, ma il 31 ottobre 2001, dopo sole 6 giornate di campionato, venne reso noto che il giocatore avrebbe lasciato il club tornando in Brasile per motivi personali. Tornò a giocare per un periodo con il suo vecchio club, il Pinheiros, prima di passare al COC della città di Ribeirão Preto. 
Durante l'estate del 2002, nei giorni in cui stava disputando i Mondiali 2002 con la Seleção, Giovannoni venne acquisito dai campioni d'Italia della Benetton Treviso, tuttavia non rimase in Veneto poiché venne immediatamente girato in prestito nel campionato di Legadue ai Crabs Rimini dove ritrovò il suo compagno di nazionale Marcelinho Machado. Con 16,1 punti, il 63,1% da due, il 42,4% da tre e 5,0 rimbalzi di media, Giovannoni contribuì significativamente al raggiungimento della salvezza, che i romagnoli centrarono alla penultima giornata nello scontro diretto contro Capo d'Orlando.
Rientrato dal prestito a Rimini, venne mantenuto nella rosa della Benetton a disposizione di coach Ettore Messina per la stagione 2003-2004. In regular season di campionato realizzò 7,0 punti nei 17,9 minuti a partita a sua disposizione, con il 60,2% da due e il 45,0% da tre, mentre nelle cinque gare dei play-off disputate le sue cifre scesero a 2,8 punti in 11,2 minuti. Collezionò anche le sue prime diciannove presenze in Eurolega, nelle quali viaggiò anche in questo caso a 7,0 punti di media.
La società trevigiana decise poi di farlo maturare altrove con un nuovo prestito annuale, questa volta alla Pallacanestro Biella. A livello numerico, con 12,7 punti a gara fu il terzo miglior giocatore stagionale dei piemontesi per media punti, dietro a Mario Austin e Ricky Minard (quest'ultimo però giocò solo 15 partite). I rossoblu conclusero il campionato con la salvezza.
Tornò nuovamente a Treviso per iniziare l'annata agli ordini del nuovo tecnico David Blatt che però in undici incontri di campionato gli concesse un minutaggio abbastanza basso, 6,5 minuti a gara. Nel dicembre 2005 venne così ceduto in prestito agli ucraini del B.K. Kiev guidati in panchina da Renato Pasquali, il quale fino al 2003 era stato assistente di Ettore Messina alla Benetton. Il rendimento di Giovannoni fu di 11,5 punti a partita sia in campionato, che si concluse con la sconfitta nelle finali contro l'Azovmaš Mariupol', che in FIBA EuroCup 2005-2006, la terza competizione europea per importanza di quell'anno, che vide la formazione ucraina arrivare fino alle final four.
Nel luglio 2006 passò, insieme ad Andrea Crosariol, dalla Benetton alla Virtus Bologna mediante un prestito della durata annuale con opzione per una seconda stagione.
Nel corso di quell'annata cambiò anche il suo ruolo in campo, visto che sotto la guida di coach Zare Markovski iniziò ad essere utilizzato più da ala grande che da ala piccola, a differenza di quanto avvenuto in precedenza. In campionato Giovannoni segnò 9,3 punti in regular season e 11,8 ai play-off, con la squadra bolognese che riuscì ad arrivare fino alle finali scudetto dove poi perse 3-0 contro la Mens Sana Siena. Durante l'estate 2007 venne ufficializzato che il giocatore brasiliano, dopo aver sciolto il contratto che lo legava ai trevigiani, sarebbe rimasto alla Virtus a fronte della firma di un accordo triennale. La stagione delle vu nere, con uno staff e un organico diversi rispetto a qualli dell'annata precedente, si rivelò differente anche a livello di risultati, tanto che a gennaio, mentre la squadra occupava il quintultimo posto in classifica, il nuovo tecnico Stefano Pillastrini venne esonerato per far posto allo stesso Renato Pasquali che aveva guidato Giovannoni a Kiev. A fine febbraio diventò il nuovo capitano dopo la partenza di Fabio Di Bella. Chiuse il campionato 2007-2008 con 11,8 punti di media e l'Eurolega 2007-2008 con 8,4 punti di media. Nel 2008-2009 totalizzò 8,3 punti in trenta partite di regular season (di cui però solo dodici da titolare) e 8,4 in cinque partite dei play-off. I bianconeri vinsero l'EuroChallenge 2008-2009, terza coppa europea per importanza. A fine stagione, nella stessa settimana dell'eliminazione dai quarti di finale play-off contro Treviso, il patron Claudio Sabatini mise in vendita la società e al tempo stesso congedò (oltre al gm Luchi e al tecnico Boniciolli) anche lo stesso Giovannoni nonostante l'anno di contratto rimanente.
Dopo le sei stagioni e mezzo trascorse in Italia, nell'estate 2009 Giovannoni tornò così a giocare in Brasile iniziando quella che sarebbe poi diventata una lunga parentesi con l'Universo/BRB di Brasilia. Nei suoi primi tre anni presso il club della capitale vinse tre titoli nazionali, laureandosi campione del Brasile sia nel 2009-2010 che nel 2010-2011 (edizione in cui venne nominato MVP del torneo) che nel 2011-2012. Durante la sua permanenza conquistò anche per tre volte la Liga Sudamericana, rispettivamente nel 2010 (in cui fu MVP), nel 2013 (in cui fu nuovamente MVP) e nel 2015.
Nel luglio 2017 approdò al Vasco da Gama, dove rimase per una stagione. La sua ultima squadra fu invece il Corinthians Paulista, con cui segnò 12,1 punti di media in 31 partite del campionato nazionale.
Al termine della stagione 2018-2019, all'età di quasi 39 anni, si ritirò dal basket giocato. Continuò a lavorare come commentatore sportivo, attività che aveva già intrapreso durante gli ultimi mesi da giocatore.

### Nazionale
La sua esperienza con la nazionale maggiore verdeoro ebbe inizio nel 1999, quando vinse i giochi panamericani 1999 a Winnipeg. Quattro anni più tardi con il Brasile bissò il successo ai successivi giochi panamericani 2003 tenutisi questa volta a Santo Domingo.
Nel 2005 partecipò alla conquista dei campionati americani, vinti a seguito del 100-88 in finale sull'Argentina. Una seconda medaglia d'oro ai campionati americani arrivò nel 2009, grazie al successo di misura per 61-60 nella finale contro Porto Rico. Nel 2001 e nel 2011, invece, Giovannoni e la selezione brasiliana chiusero il torneo con la medaglia d'argento.
Nel frattempo, la Seleção di Giovannoni centrò anche la medaglia d'oro al campionato sudamericano 2003, oltre che quella d'argento nell'edizione 2001.
Prese inoltre parte a quattro edizioni dei campionati mondiali, quelle del 2002, 2006, 2010 e 2014.
Annunciò ufficialmente l'addio alla nazionale nel marzo 2017.

## Palmarès

### Club
- Campionato italiano: 1

Pall. Treviso: 2005-06
- Coppa Italia: 1

Pall. Treviso: 2004
- EuroChallenge: 1

Virtus Bologna: 2008-09
- Campionato brasiliano: 3

Universo/Brasília: 2009-10, 2010-11, 2011-12
- Liga Sudamericana: 3

Universo/Brasília: 2010, 2013, 2015

### Nazionale
- Giochi panamericani: 2

1999, 2003
- Campionati sudamericani: 1

2003
- Campionati americani: 2

2005, 2009
- Coppa Tuto Marchand: 1

2011